# 尼尔斯·托雷
尼尔斯·托雷（義大利語：Niels Torre，1999年9月3日—），意大利男子赛艇运动员。他曾代表意大利参加捷克拉奇采举行的2022年世界赛艇锦标赛，获得男子轻量级四人双桨金牌。